# デーブ・マコーリー
デーブ・マコーリー（Dave McAuley、1961年6月15日 - ）は、イギリスの男性プロボクサー。北アイルランドラーン出身。元IBF世界フライ級王者。

## 来歴
1983年10月5日、マコーリーはベルファストでデビュー戦を行い、6回59-59の引き分けでデビューを果たした。
その後は、無敗をキープし1986年10月20日、BBBofCイギリスフライ級王座決定戦をジョー・ケリーと対戦し9回TKO勝ちで王座獲得に成功した。
1987年4月25日、ベルファストのキングス・ホールで世界初挑戦。WBA世界フライ級王者フィデル・バッサに挑戦し、キャリア初黒星となる13回1分45秒逆転TKO負けで王座獲得に失敗した。
1988年3月26日、フィデル・バッサと再戦し前回同様に苦しめるも12回0-3(113-114、113-115、112-116)の判定負けで、再度王座獲得に失敗した。
1989年6月7日、ロンドンのザ・アリーナで同国人のIBF世界フライ級王者デューク・マッケンジーと対戦し12回3-0の判定勝ちで王座獲得に成功した。
1989年11月8日、ドディ・ボーイ・ペニャロサと対戦し2-1の判定勝ちで初防衛に成功した。スコアは2者が大差のスコアをつけたが、1者がペニャロサに不可解な大差をつけた。
1990年3月17日、ルイス・カーティスと対戦し12回3-0の大差判定勝ちで2度目の防衛に成功した。
1990年9月15日、ロドルフォ・ブランコと対戦し2回に2度、3回と11回に1度の計4度倒されたが、9回にダウンを奪い返し、ダウンの応酬を制して12回3-0の判定勝ちで3度目の防衛に成功した。
1991年5月11日、ペドロ・ホセ・フェリシアーノと対戦し12回3-0の判定勝ちで4度目の防衛に成功した。
1991年9月7日、後に南アフリカのプロボクサーで史上初の2階級制覇を達成するジェイコブ・マトラーラと対戦し10回2分23秒KO勝ちで5度目の防衛に成功した。
1992年6月11日、スペインビルバオのスポーツ・パビリオンでロドルフォ・ブランコと再戦し12回0-3の僅差判定負けで2年振りのリベンジを許すのと同時に6度目の防衛に失敗し王座から陥落。この試合を最後に現役を引退した。

## 獲得タイトル
- BBBofCイギリスフライ級王座
- 第9代IBF世界フライ級王座（防衛5度）